# NHL 19
NHL 19 es un videojuego de simulación de hockey sobre hielo desarrollado por EA Vancouver y publicado por EA Sports. Fue lanzado en PlayStation 4 y Xbox One el 14 de septiembre de 2018. Es la entrega número 28 de la serie de videojuegos de la NHL y presenta al defensa de Nashville Predators, P. K. Subban en la portada, mientras que el juego 'Ultimate' y 'Legends' La portada de las ediciones presenta a Wayne Gretzky de Edmonton Oilers. El finlandés y el suecoLas portadas exclusivas cuentan con Patrik Laine de Winnipeg Jets y William Nylander de Toronto Maple Leafs, respectivamente.

## Nuevas características
NHL 19 incluyó nuevos modos de juego que permitieron a los jugadores jugar en pistas al aire libre, en línea. Con la nueva tecnología de juego, EA Sports también anunció que el patinaje tenía más aceleración, acción, velocidad y capacidad de respuesta que en entregas anteriores. La nueva característica de NHL 19 , "World of Chel", permite al jugador explorar varios modos mientras mantiene la progresión del personaje del jugador. En el modo "Unos", los jugadores se enfrentan en un juego de 1 contra 1 contra 1 en un estanque helado. Capturando la acción en un entorno más realista. También se introdujo un sistema de nivelación en "World of Chel" que aumenta el nivel de los jugadores mientras juegan y desbloquea cajas para obtener más botín para sus personajes, World of Chel tampoco tiene microtransacciones.

## Soundtrack
La banda sonora del juego incluye 20 canciones de varios artistas, incluidos Twenty One Pilots, Imagine Dragons, Grandson, Greta Van Fleet, Panic! at the Disco, Parquet Courts y los roqueros canadienses Arkells.

## Recepción
NHL 19 recibió críticas "favorables" de los críticos para ambas plataformas, con un puntaje promedio ponderado de 80 sobre 100, basado en 28 críticos, para PS4, y 83/100, basado en 18 críticos, para Xbox One, en el agregador de reseñas Metacritic. Las amplias funciones de personalización de NHL 19 fueron recibidas con particular elogio. La cantidad de opciones crea muchos estilos únicos para usar y formas personalizadas de jugar. Los revisores también compartieron opiniones positivas sobre la nueva tecnología de animación en movimiento Real Player.
A pesar de la recepción generalmente positiva, también hubo algunas críticas dirigidas a NHL 19. El editor Brian Mazique de Forbes declaró en resumen de su revisión: "En el lado negativo, hay una falta de personalización, algunos problemas de detección de colisiones, así como algunos elementos de presentación anticuados y menos que impresionantes".